# U.S.D. San Severo
Unione Sportiva Dilettantistica San Severo là một câu lạc bộ bóng đá Ý có trụ sở tại San Severo, Apulia.

## Lịch sử

### Thành lập
Câu lạc bộ được thành lập vào năm 1922.

### Serie D
Trong mùa giải 2012-13 đội đã được thăng hạng lần thứ hai, từ Eccellenza Apulia đến Serie D.

## Màu sắc và huy hiệu
Màu của đội là đỏ và vàng.

## Danh hiệu
- Eccellenza:
  - Chiến thắng (2): 1993*1994 và 2012-2013